# Fio molecular

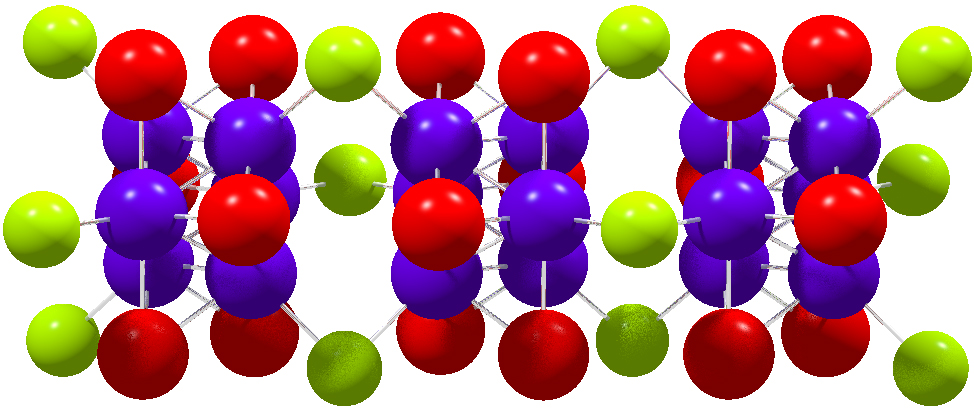
Estrutura de um fio molecular de Mo_{6}S_{9-x}I_{x}. Em azul estão representados os átomos de Molibdênio, em vermelho os de iodeto e amarelo os de enxofre.

Fios moleculares (ou às vezes chamado de nanofios moleculares) são cadeias moleculares que conduzem corrente elétrica. Eles são os blocos de construção propostos para dispositivos eletrônicos moleculares. Seus diâmetros típicos são menos de três nanômetros, enquanto seus comprimentos podem ser macroscópicos.

## Exemplos
A maioria dos tipos de fios moleculares são derivados de moléculas orgânicas. Um fio molecular que ocorre naturalmente é DNA. Exemplos proeminentes inorgânicos incluem materiais poliméricos, tais como Li2Mo6Se6 e Mo6S9-xIx.